# Hayashi Senjūrō
Hayashi Senjūrō (林 銑十郎 (Lâm Tiển Thập Lang)  23 tháng 2 năm 1876 – 4 tháng 2 năm 1943) là Tư lệnh Lục quân Chosen Nhật Bản thuộc Lục quân Đế quốc Nhật Bản ở Triều Tiên trong Sự kiện Phụng Thiên và xâm lược Mãn Châu, và là chính trị gia người Nhật và là Thủ tướng Nhật Bản từ 2 tháng 2 năm 1937 đến 4 tháng 6 năm 1937.